# Faciès archéologique de Schnabelkanne
Objets typiques
Œnochoés
Un Schnabelkanne est un type d'œnochoés en bronze dont le bec verseur est relevé.
La plupart des pichets de ce type ont été trouvés dans une zone comprenant la Suisse et le Sud de l'Allemagne. D'autres ont été trouvés en Gaule, en Étrurie padane et dans les territoires celto-italiotes de la culture de Golasecca. Ces œnochoés ont été étudiés et répertoriés en 1914 par l'archéologue français Joseph Déchelette.

## Contexte culturel
Les œnochoés de type Schnabelkanne, dénommés par les archéologues français « œnochoé à bec trèflé », appartiennent à la culture de Hallstatt orientale. Leur production, principalement issue de deux ateliers artisanaux de forge celtes nord-alpins (l'un en Bavière, l'autre dans le land autrichien de Salzbourg), s'est effectuée entre le milieu du VIe siècle av. J.-C. et la fin du Ve siècle av. J.-C.. Leur style emprunte à des vases étrusques et appartient à la culture celtique.

## Description
Le terme Schnabelkanne est employé pour faire référence à un ensemble homogène (ou unicum) d'œnochoés en bronze et dont le bec verseur est relevé. Ces pichets sont pourvus d'une anse et montrent une panse arrondie. Ils présentent fréquemment une forme anthropomorphe et, plus rarement, des ornements zoomorphes.

Exemples et détails de pichets de type Schnabelkanne
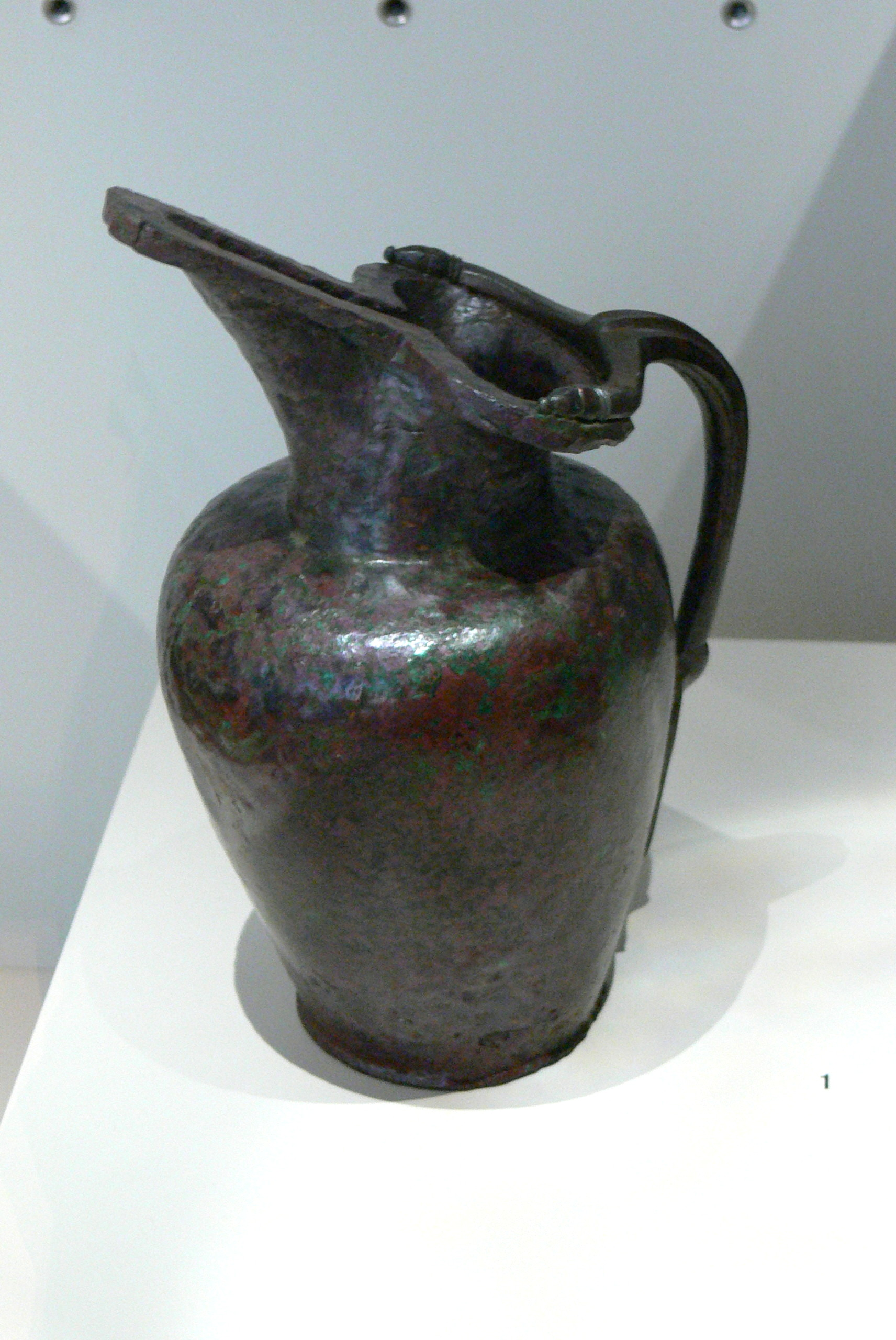
Œnochoé de type Schnabelkanne[N 1][4].
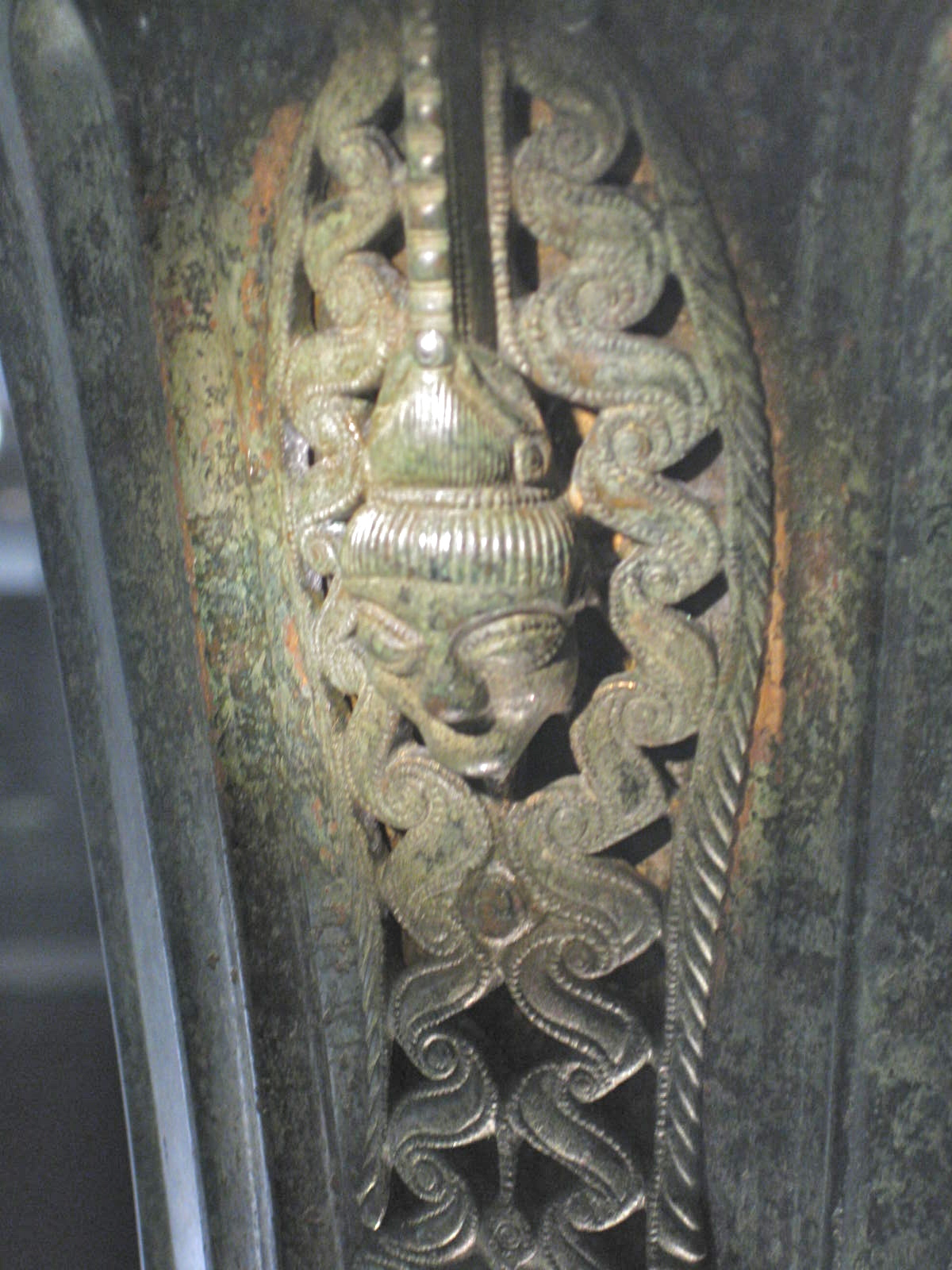
Détail d'un ornement anthropomorphique figurant sur l'anse d'une Schnabelkanne.
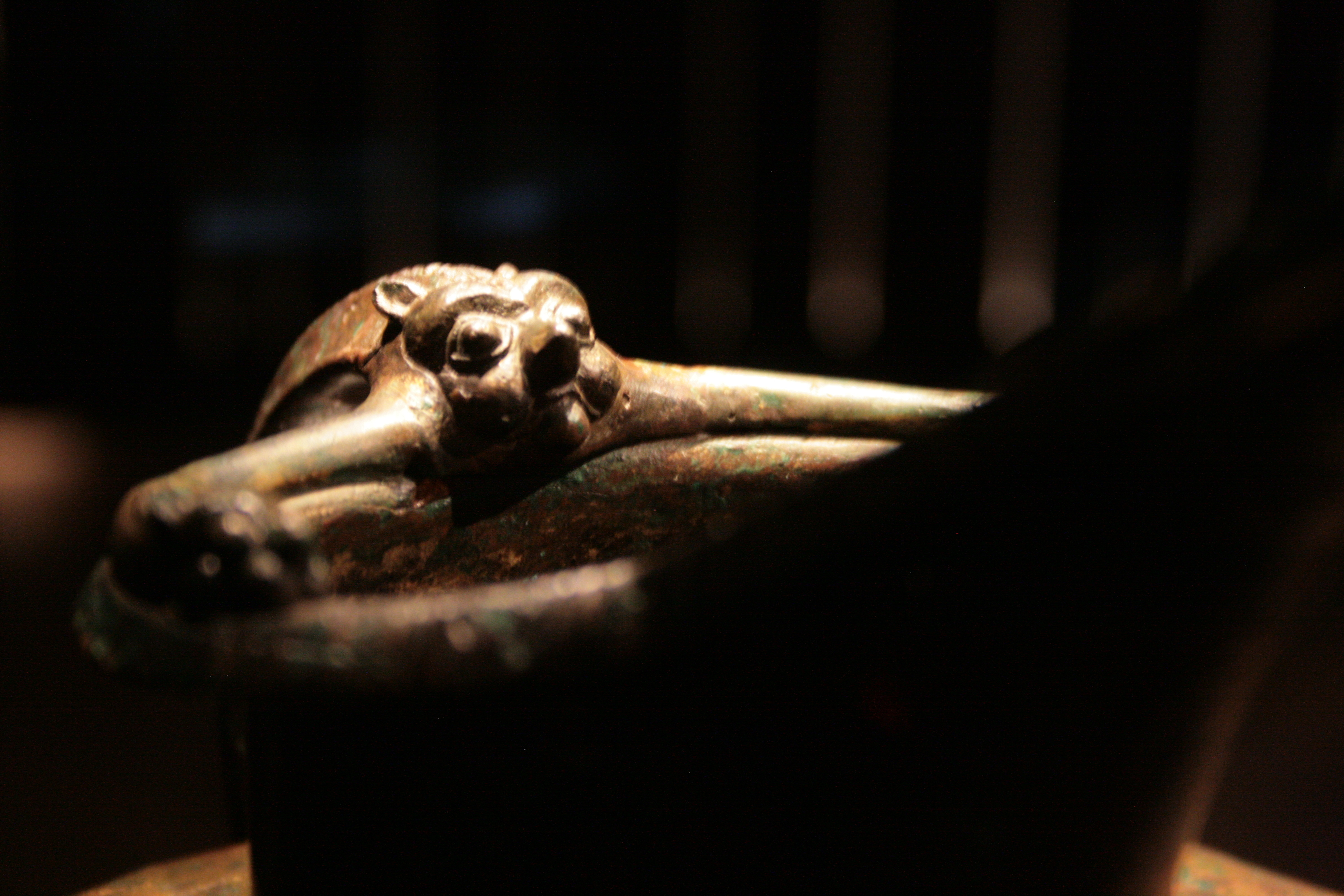
Détail d'une sculpture zoomorphe ornant le haut d'une anse de Schnabelkanne,[N 2],[5].
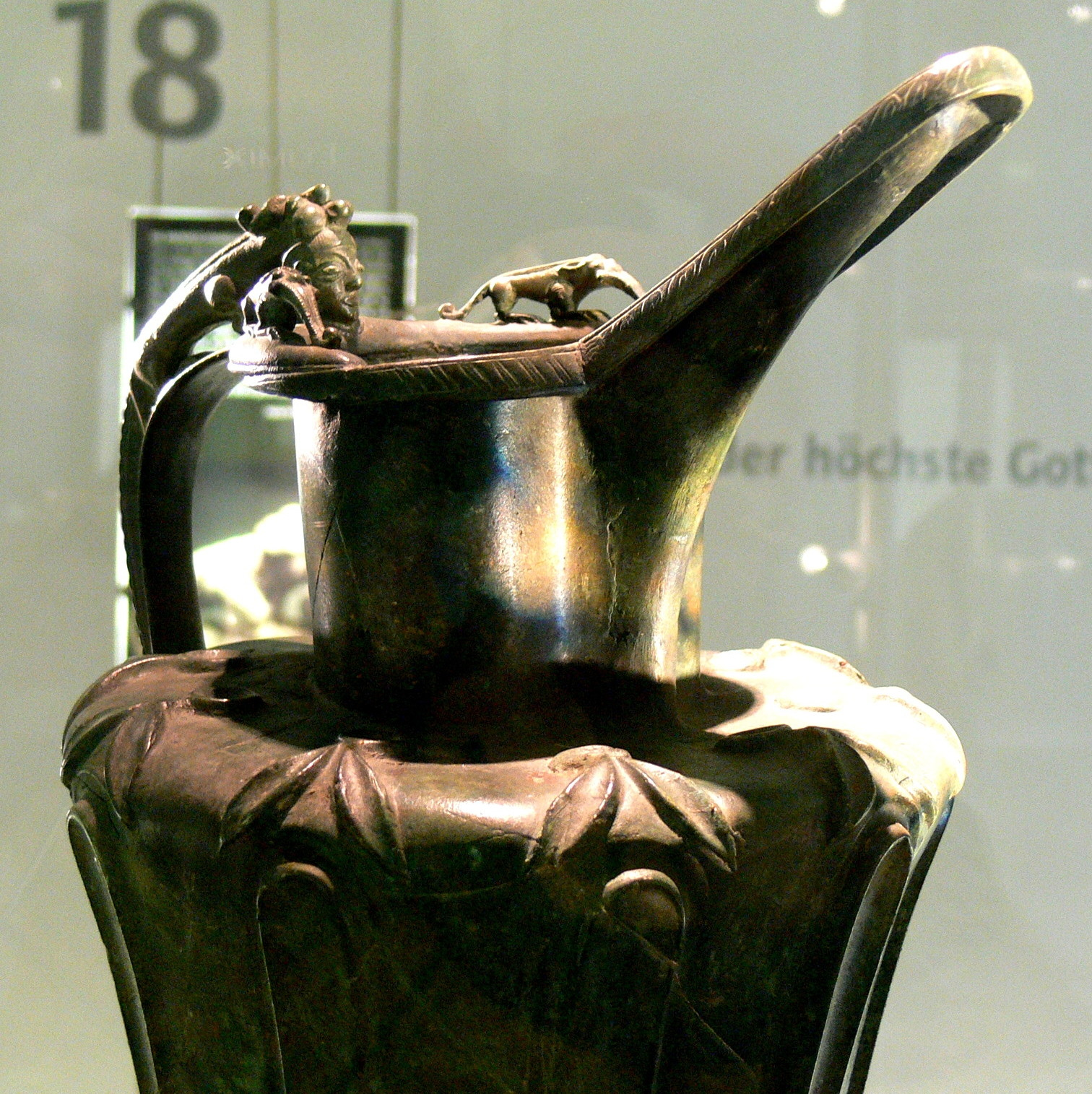
Détail du bec et de la partie supérieure de l'anse.
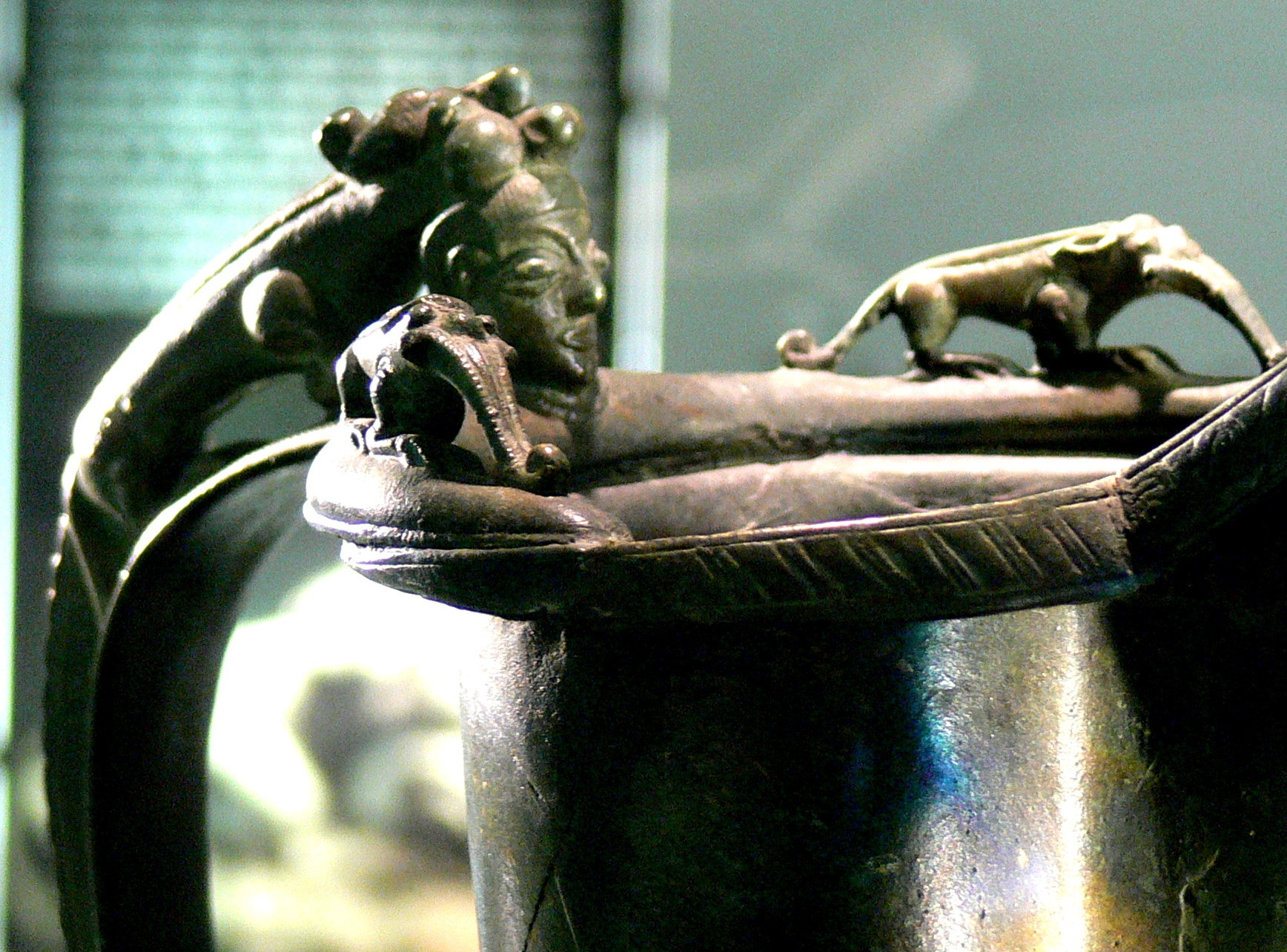
Détail d'ornementation.
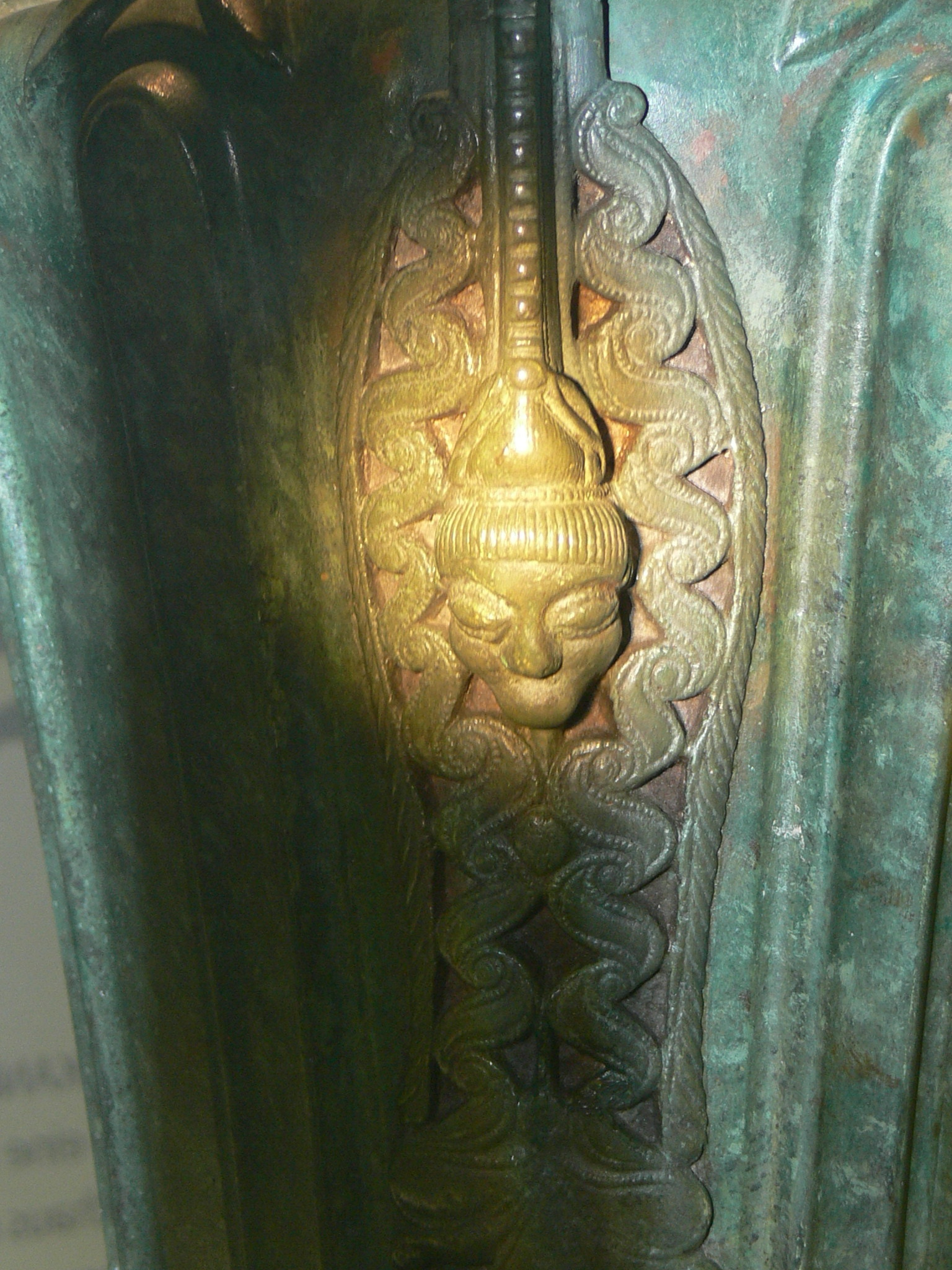
Id.

## Découverte et fouilles
Ces cruches ont été identifiées lors d'une campagne de fouilles préventives entreprises à la fin du XIXe siècle dans la commune allemande de Schnabelkanne. D'autres fouilles archéologiques ont ultérieurement mis en évidence d'autres œnochoés dotés des mêmes caractéristiques.
La grande majorité des pichets de ce type ont été trouvés dans une zone comprenant la Suisse et le Sud de l'Allemagne. D'autres ont été trouvés en Gaule, en Étrurie padane et dans les territoires celto-italiotes de la culture de Golasecca.
Ces œnochoés ont été répertoriés et décrits en 1914, de façon détaillée, par l'archéologue français Joseph Déchelette,,,,.

## Galerie

Les différentes cruches type Schnabelkanne découvertes en Europe
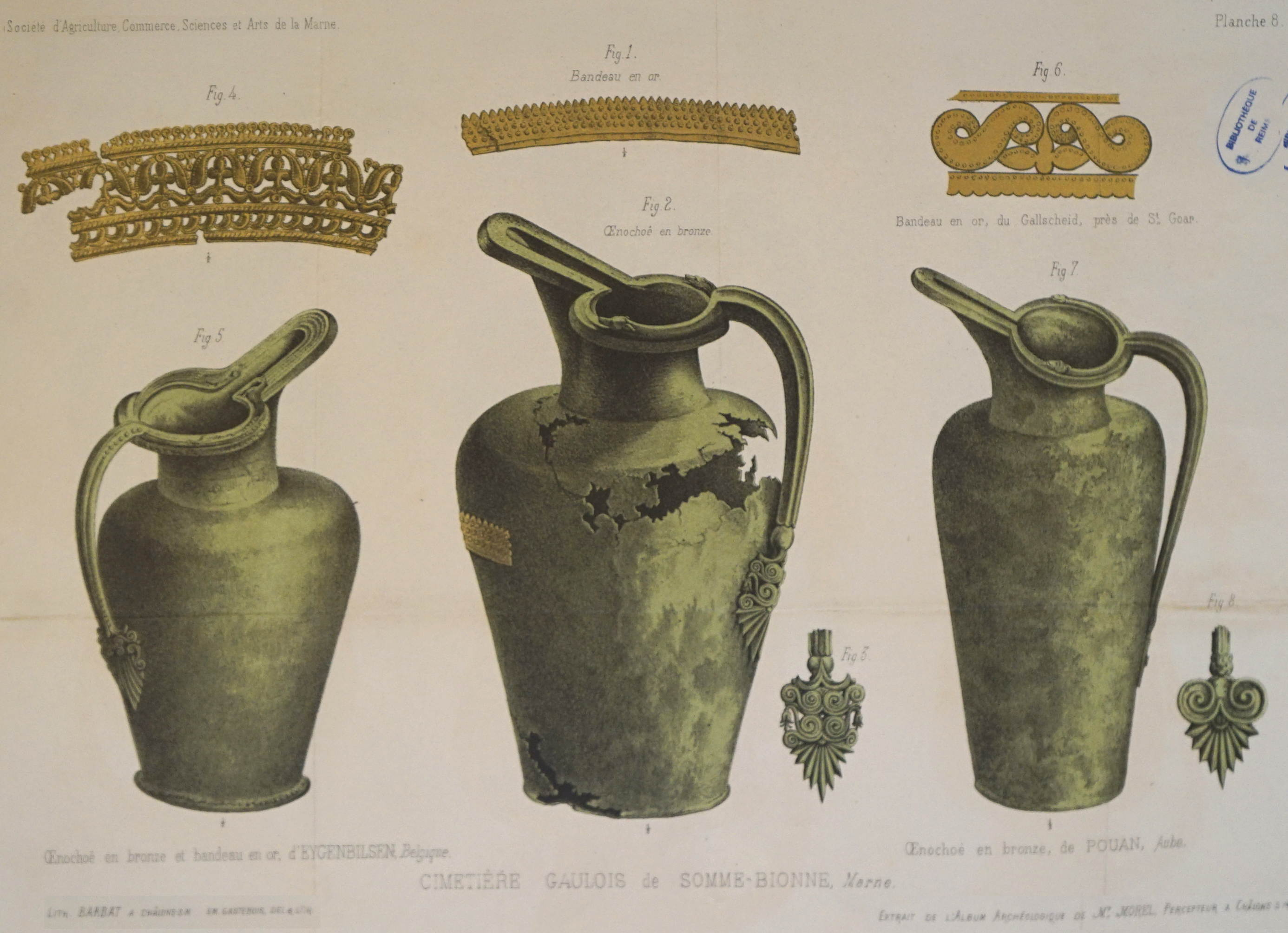
Eigenbilzen, Somme-Bionne et Pouan-les-Vallées.
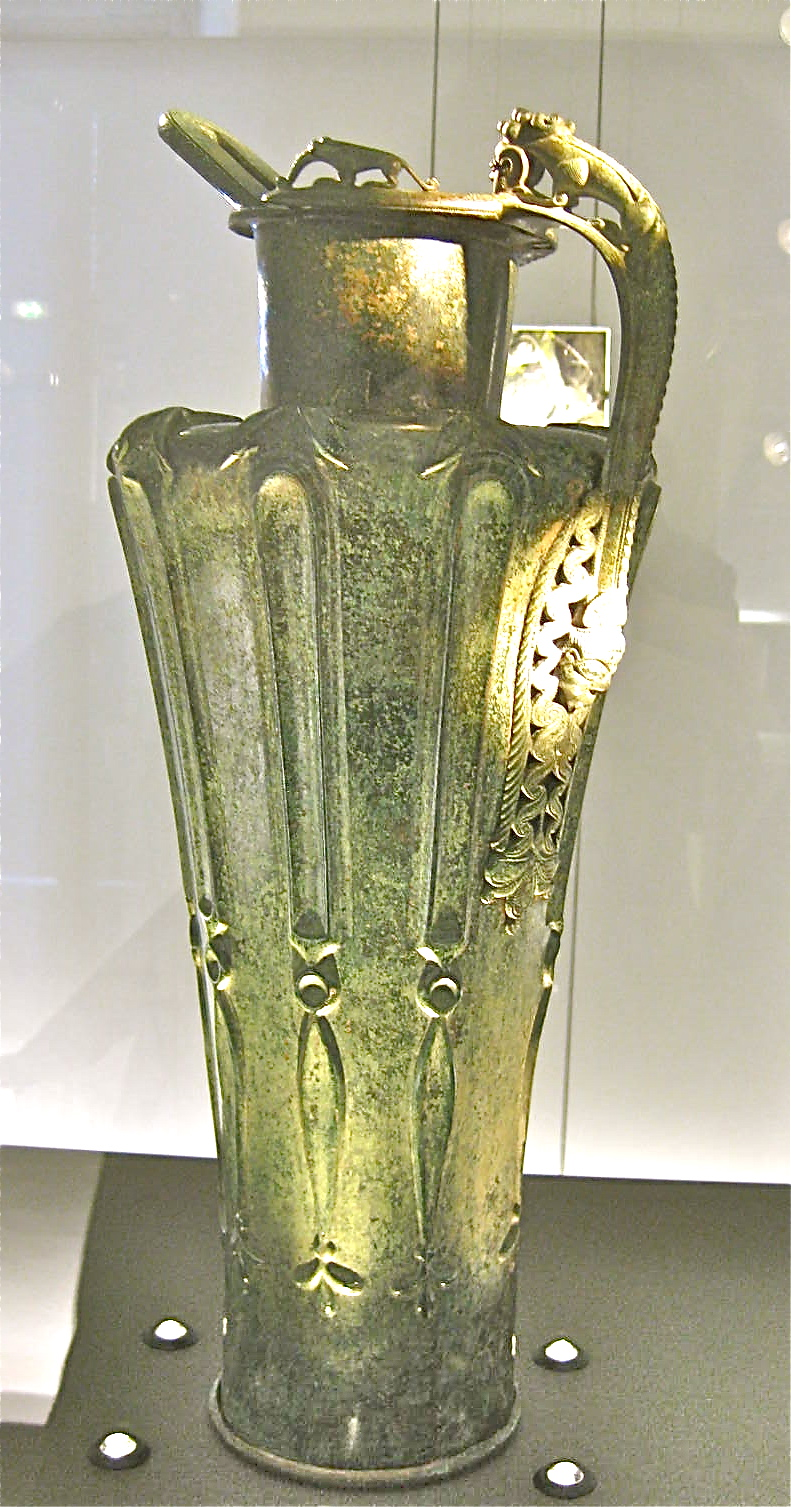
Pichet en bronze type Schnabelkanne.
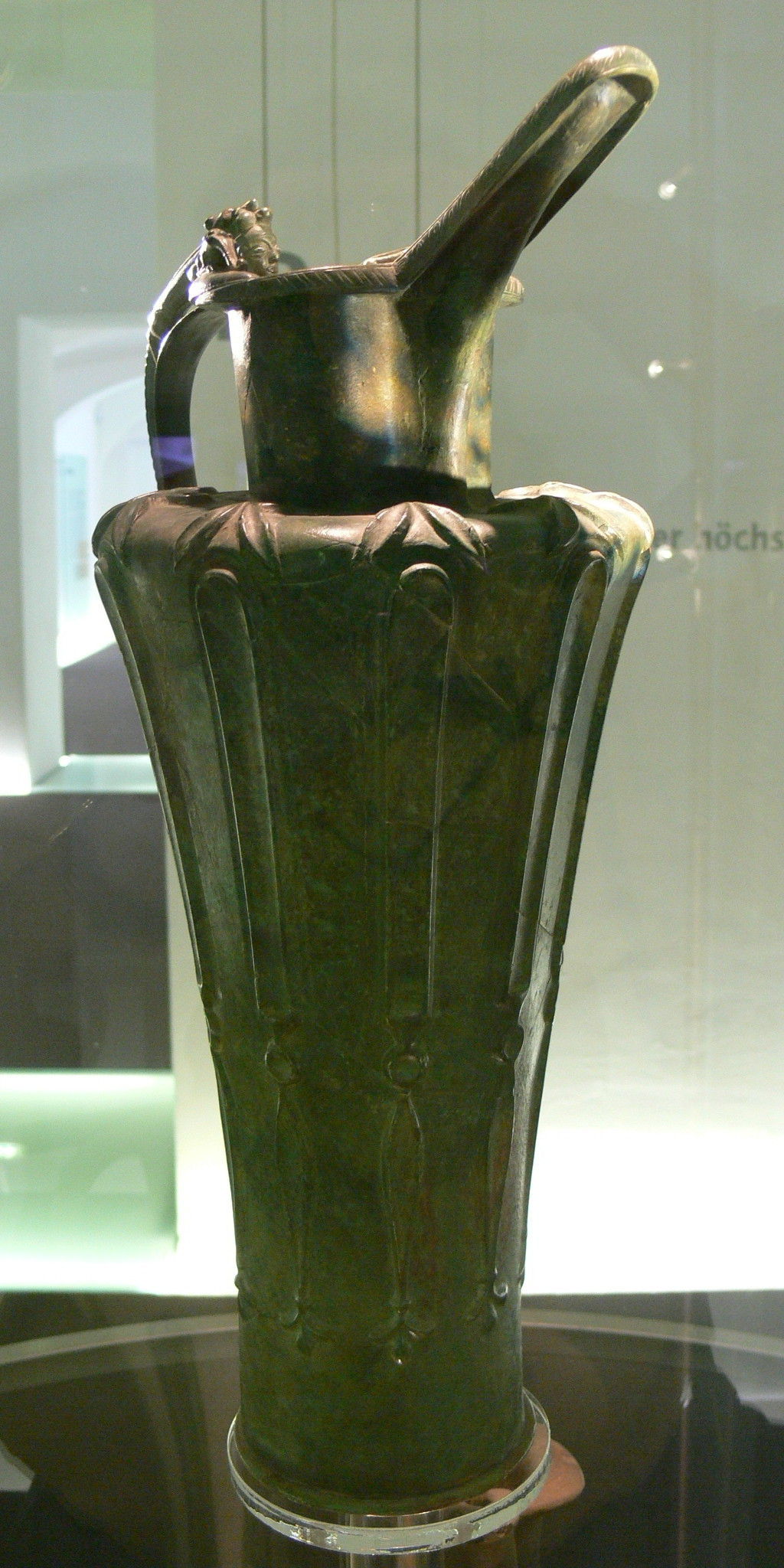
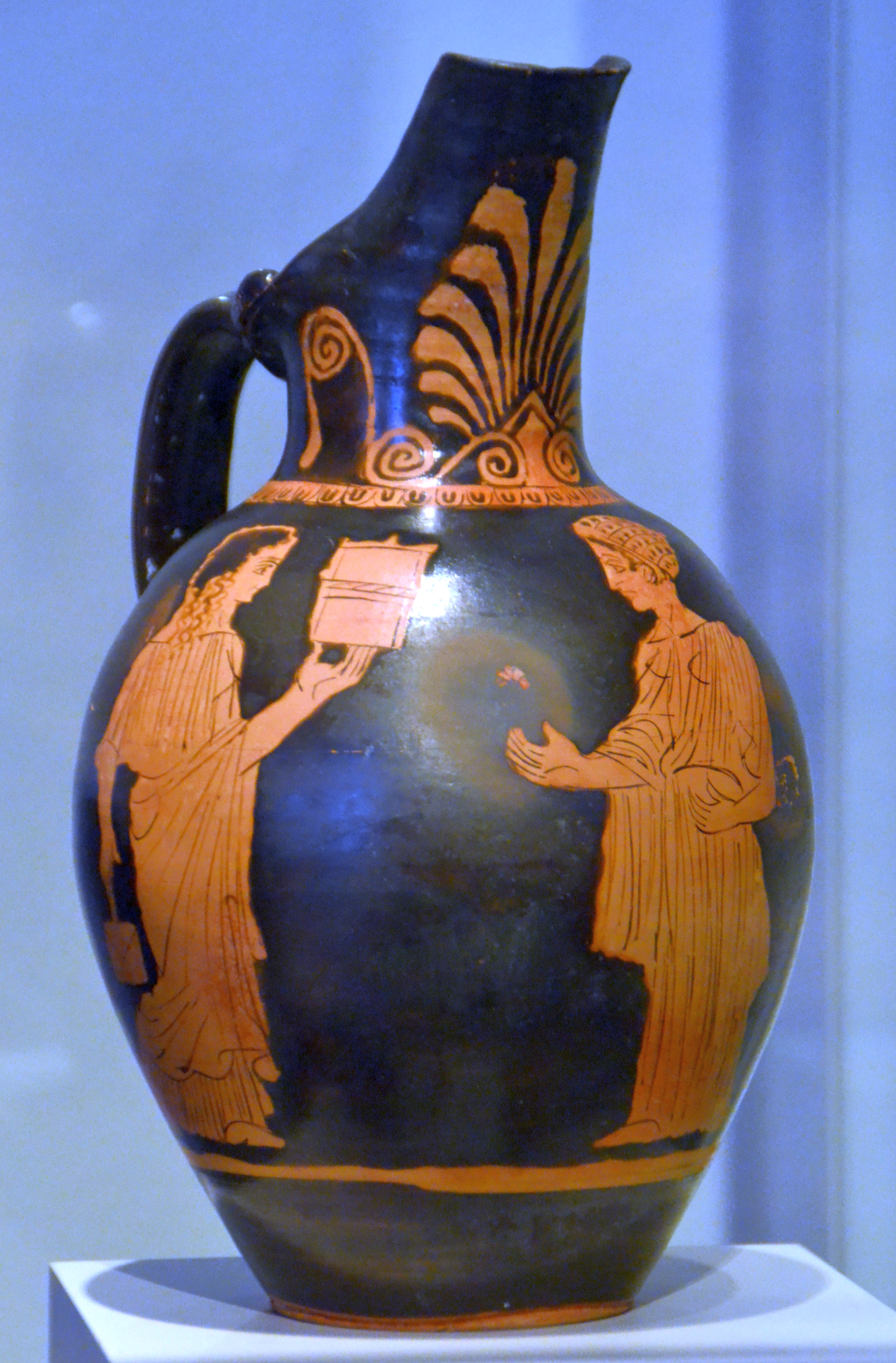
Œnochoé étrusque en céramique dite à figures rouges de type Schnabelkanne (430 av. J.-C. ~ 400 av. J.-C.).
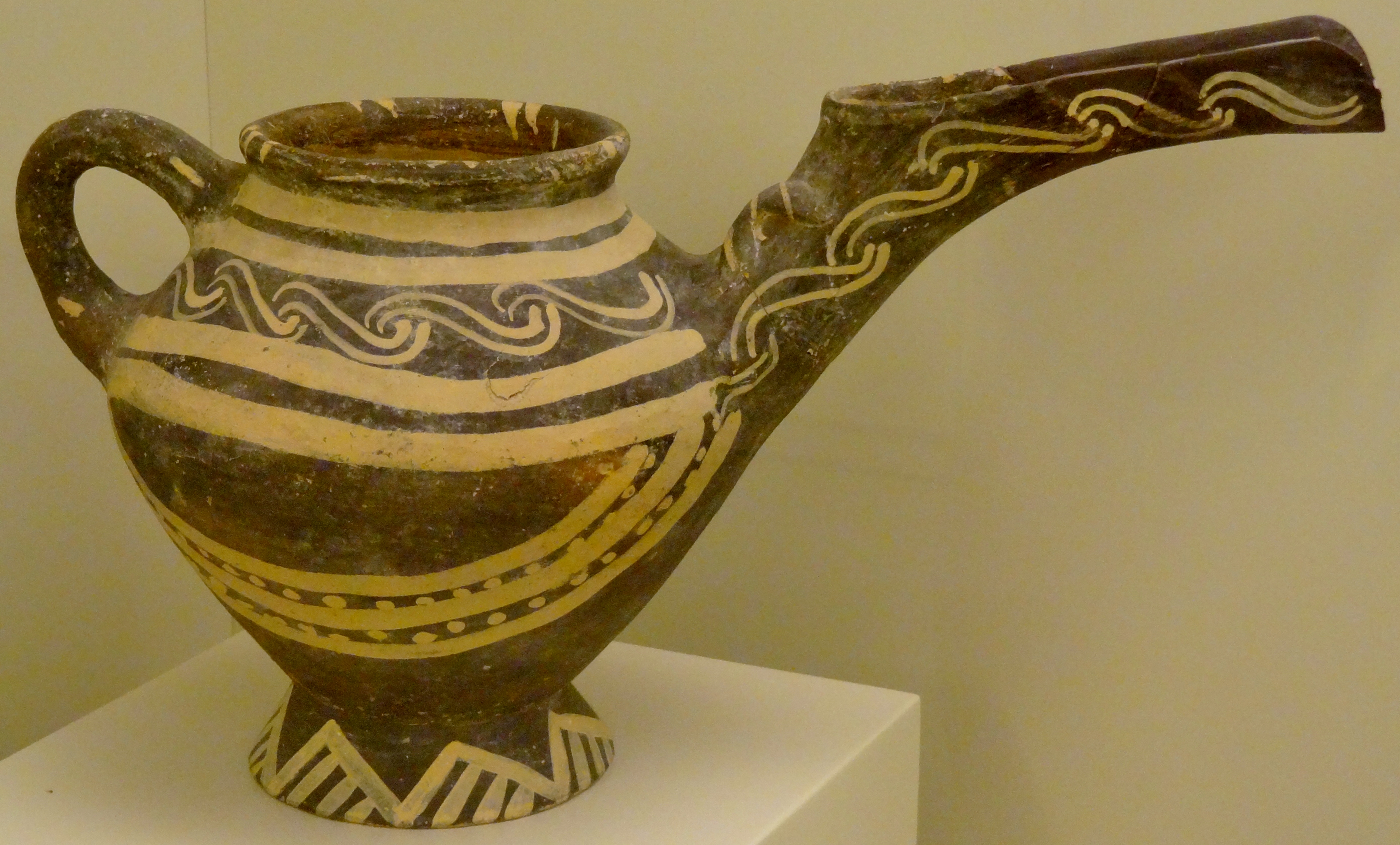